# Малишевский, Надир Михайлович
Надир Михайлович Малишевский (23 мая 1918, Елец — 6 декабря 1977, Москва) — советский актёр театра и кино.

## Биография
Родился 23 мая 1918 года в Ельце. Отец, Михаил Петрович Малишевский, давал своим детям необычные имена. Его дочь назвали Зенита, а сын получил имя Надир (точка небесной сферы противоположная зениту).
Окончив среднюю школу (1935), около двух лет отработал электромонтёром на электростанции города Кимры, потом рабочим и плановиком-экономистом на Автозаводе имени И.В. Сталина. Работая, посещал занимался в заводском театральном коллективе под руководством А.Я. Таирова и И.Н. Берсенева. В 1937 году поступил в театральный вуз. 
В 1941 году окончил Театральное училище имени Б. Щукина, однокурсниками были Любовь Пушкарёва, Валентина Архангельская, Людмила Целиковская, Владимир Колчин.
В том же году был призван в РККА и участвовал в Великой Отечественной войне. В марте 1943 года получил ранение, до июня находился на лечении в госпитале, был демобилизован и отправлен в распоряжение Комитета по делам искусств.
С июля по сентябрь 1943 года работал в Белорусском фронтовом театре, затем — во фронтовом драматическом театре. В 1941, с 1944 года и до конца жизни — актёр Театра имени Вахтангова. 
В кино с 1940 года. Исполнял, преимущественно, лирических и героических персонажей.
Был женат на актрисе, кинорежиссёре дубляжа Клеопатре Сергеевне Альперовой (1912—1993), расстались в 1960-х годах. Сын — Сергей Надирович Малишевский (1950—2000), актёр кино и дубляжа. 
Умер 6 декабря 1977 года от сердечного приступа. Похоронен на 37-м участке Ваганьковского кладбища.

## Фильмография
- 1941 — Дело Артамоновых — Илья-младший
- 1941 — Дочь моряка — эпизод
- 1944 — Поединок — Бахметьев, капитан госбезопасности
- 1946 — Крейсер «Варяг» — мичман Мусатов
- 1947 — Сельская учительница — Иван Цыганков-старший
- 1947 — Марите
- 1948 — Путь славы — Коля Макагон
- 1952 — Садко — Вышата
- 1953 — Команда с нашей улицы — Иванов
- 1953 — Серебристая пыль — Джек
- 1954 — Морской охотник — Казаченко
- 1956 — Она Вас любит! — регулировщик (в титрах не указан)
- 1956 — Много шума из ничего (телеверсия спектакля Театра имени Вахтангова) — Клаудио
- 1957 — Екатерина Воронина — Константин Алексеевич Леднёв, начальник пароходства
- 1960 — Весенние грозы — Виктор Бородин
- 1962 — Течёт Волга
- 1964 — Соучастие в убийстве (телеверсия спектакля Театра имени Вахтангова) — Джеймисон
- 1968 — Доживём до понедельника — телеведущий
- 1970 – Мир – хижинам, война – дворцам — митрополит Владимир (Богоявленский)
- 1973 — Чиполлино — синьор Помидор до потрясения

## Озвучивание
- 1958 — Краса ненаглядная

## Дубляж
- 1971 — Гойя, или Тяжкий путь познания